# Flor Peeters
Franciscus Florentinus Peeters, známý spíše jako Flor Peeters (4. července 1903 Tielen – 4. července 1986 Antverpy) byl belgický hudební skladatel, varhaník a učitel.

## Život
Flor Peeters se narodil roku 1903 v belgickém Tielenu nedaleko belgicko-holandských hranic jako nejmladší dítě jedenáctičlenné rodiny. Jeho otec, který zemřel sedm let po Florově narození, byl poštmistrem, ale zároveň působil i jako kostelník a varhaník. Hudebních základů se tak Florovi dostávalo od jeho bratrů, kteří mu také umožnili první doprovázení bohoslužby ve věku osmi let. Své první skladby vytvořil během středoškolského studia v Herentalsu and Turnhoutu, kdy zároveň studoval hru na varhany a na housle. Roku 1919, ve věku šestnácti let, začal studovat na Lemmensově institutu, kde ho vyučoval Oscar Depuydt hře na varhany a liturgické improvizaci, Jules Van Nuffel gregoriánskému chorálu a hudební analýze a Lodewijk Mortelmans kompozici. Tuto školu Peeters absolvoval za pouhé čtyři roky namísto obvyklých osmi let, stal se tak nejmladším absolventem.
Roku 1923 se stal varhaníkem v katedrále svatého Rumbolda v Mechelenu, kde působil až do smrti. Již dva roky předtím působil tamtéž jako druhý varhaník. Po smrti Oscara Depuydta se stal novým učitelem varhanní hry na Lemmensově institutu, ve věku 22 let, kdy byl mezi ním a studenty zanedbatelný věkový rozdíl. Byl ve styku s tehdejšími velkými francouzskými varhaníky Widorem a Duprém, dopisoval si s Tournemirem.
Na začátku 30. let začala růst jeho kariéra koncertního varhaníka, podnikl několik turné do Dánska, Německa a Nizozemí. V roce 1931 byl jmenován učitelem varhanní hry na gentské konzervatoři, díky intervenci královny Alžběty. Roku 1939 se také stal učitelem varhan v Tilburgu.